# Pastinachus sephen
Pastinachus sephen е вид акула от семейство Dasyatidae.

## Разпространение и местообитание
Този вид е разпространен в Австралия, Бангладеш, Виетнам, Египет, Еритрея, Йемен, Индия, Индонезия, Иран, Кувейт, Мадагаскар, Малайзия, Малдиви, Микронезия, Мозамбик, Нова Каледония, Оман, Палау, Папуа Нова Гвинея, Саудитска Арабия, Сейшели, Сомалия, Судан, Тайланд, Филипини, Южна Африка и Япония.
Среща се на дълбочина от 9,8 до 59 m, при температура на водата от 26,5 до 28,4 °C и соленост 34,4 – 35,1 ‰.

## Биография
Среща се в лагуни, рифови равнини и рифови стени . Също и в реки далеч от морето . Храни се с костни риби, червеи, скариди и раци . Явоживородящ . Възрастните понякога са придружени от ремори или членове на семейството на тревали . Размер при раждане около 18 cm WD или по-голям . Месото, използвано като храна и кожата, използвани за полиране на дърво . Вероятно уловен от спортни риболовци . Напоследък има целеви риболов на този вид заради кожата му, която се използва като „шагрен“ в модните аксесоари, от портфейли до луксозни химикалки; в резултат на това видът е застрашен от изчезване . Максимална дължина около 300 см TL.